# Quadrado semiótico

Modelo lógico do quadrado semiótico.

O quadrado semiótico, também conhecido como quadrado de Greimas, é um diagrama usado na análise estrutural de relações entre signos. É a representação ontológico-virtual onde se operam oposições lexemáticas a partir de eixos que traduzem contrariedade, contraditoriedade e complementaridade. Ele foi desenvolvido pelo linguista Algirdas Julien Greimas, que o considera a estrutura elementar da significação.
Este modelo constitucional orienta relações semânticas em sua dimensão paradigmática e foi derivado do quadrado lógico de oposição de Aristóteles. Greimas o apresentou pela primeira vez em Sémantique structurale (1966), obra fundadora da semiótica de linha francesa, e o expandiu em "A interação das restrições semióticas", artigo de 1968 escrito com François Rastier.
O quadrado semiótico tem sido usado para analisar e interpretar uma variedade de tópicos, incluindo linguagem corporal, linguagem publicitária, narratologia e estudos culturais.